# Fòrum de Trajà
El Fòrum de Trajà (en llatí Forum Traiani, en italià Foro di Traiano) és cronològicament el darrer dels Fòrums Imperials que foren aixecats a l'antiga Roma.

## Cronologia
Fou construït per ordre de l'emperador Trajà amb el botí aconseguit per la conquesta de la Dàcia, l'any 106. Els Fasti Ostiensi indiquen que el Fòrum va ser inaugurat l'any 112, i la Columna de Trajà el 113. Per tal de bastir aquest complex monumental fou necessari dur a terme una important obra de rebaixament de terres, amb l'objectiu d'eliminar el pendent del Quirinal i d'anivellar l'esperó que unia el Quirinal amb el Capitoli, els dos turons que tancaven la vall dels Fòrums Imperials vers el Camp de Mart.
És possible que les tasques de rebaixament fossin iniciades per Domicià, mentre que el projecte del Fòrum s'atribueix a l'arquitecte Apol·lodor de Damasc, que havia acompanyat l'emperador a les campanyes dàcies.
Contemporàniament al Fòrum, també per contenir el tall que es va realitzar als pendents del Quirinal, s'alçaren els Mercats de Trajà, i es va remodelar el Fòrum de Cèsar, on s'erigí la Basílica Argentària i es reconstruí el temple de Venus Gènitrix.

## Descripció
El Fòrum constava d'una àmplia plaça porticada de 200 x 120 m, amb exedres als costats més llargs on s'allotjaven els mercats, tancada al fons per la Basílica Úlpia i amb una colossal estàtua eqüestre de Trajà al mig. La plaça era pavimentada amb lloses rectangulars de marbre blanc. L'accés principal es feia per la banda sud, a través d'un arc de triomf damunt del qual hi havia una estàtua de Trajà menant un carro de sis cavalls.
Al nord de la basílica hi havia una plaça més petita on s'aixecava el Temple del Diví Trajà, fet construir per Hadrià. Tocant a la basílica hi havia dues biblioteques, una per als documents llatins i una altra per als grecs, entremig de les quals s'alçava la Columna de Trajà, de 38 m d'altura.
A mitjan segle iv, l'emperador Constanci II, en la seva visita a Roma, es va quedar impressionat per la gran estàtua eqüestre de Trajà i els edificis dels voltants. La visita imperial i els edificis principals del fòrum van ser acuradament descrits per l'historiador Ammià Marcel·lí.
Un cop caigut l'Imperi, a mitjan segle ix, les lloses de marbre de la plaça foren sistemàticament retirades i reutilitzades per a altres edificacions i per fer-ne calç, a causa de la bona qualitat de la pedra. Un cop tret l'enllosat, la plaça es va pavimentar amb terra batuda, cosa que demostra que encara es feia servir com a espai públic.
Actualment, se'n conserven només algunes restes dels pòrtics i de la basílica i la columna de Trajà.

## Galeria d'imatges

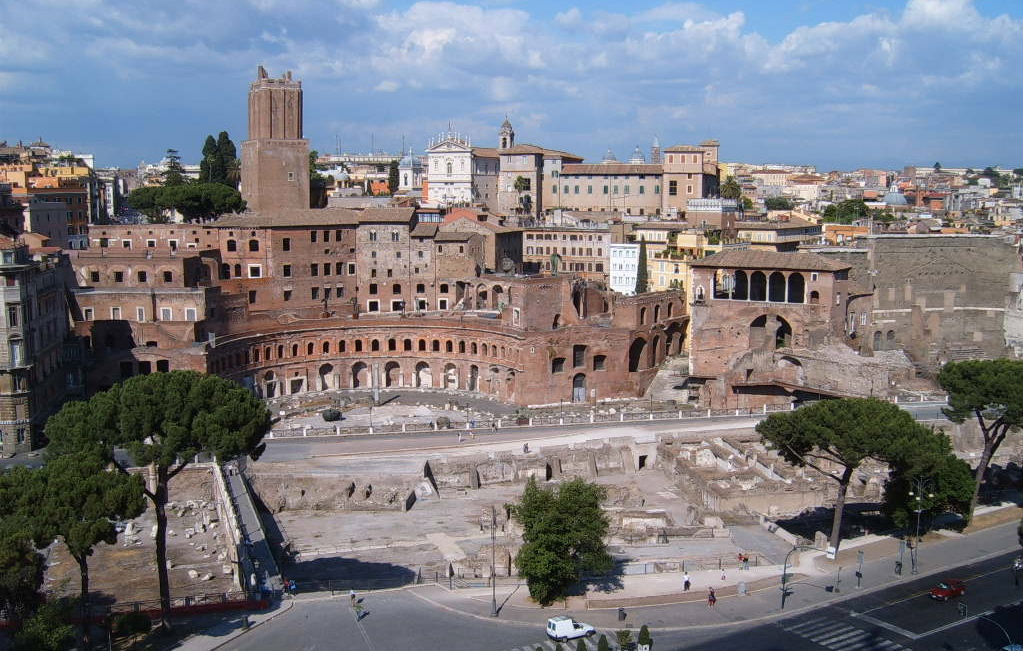
El Fòrum i els Mercats de Trajà vistos des del monument a Víctor Manuel II, l'any 2004
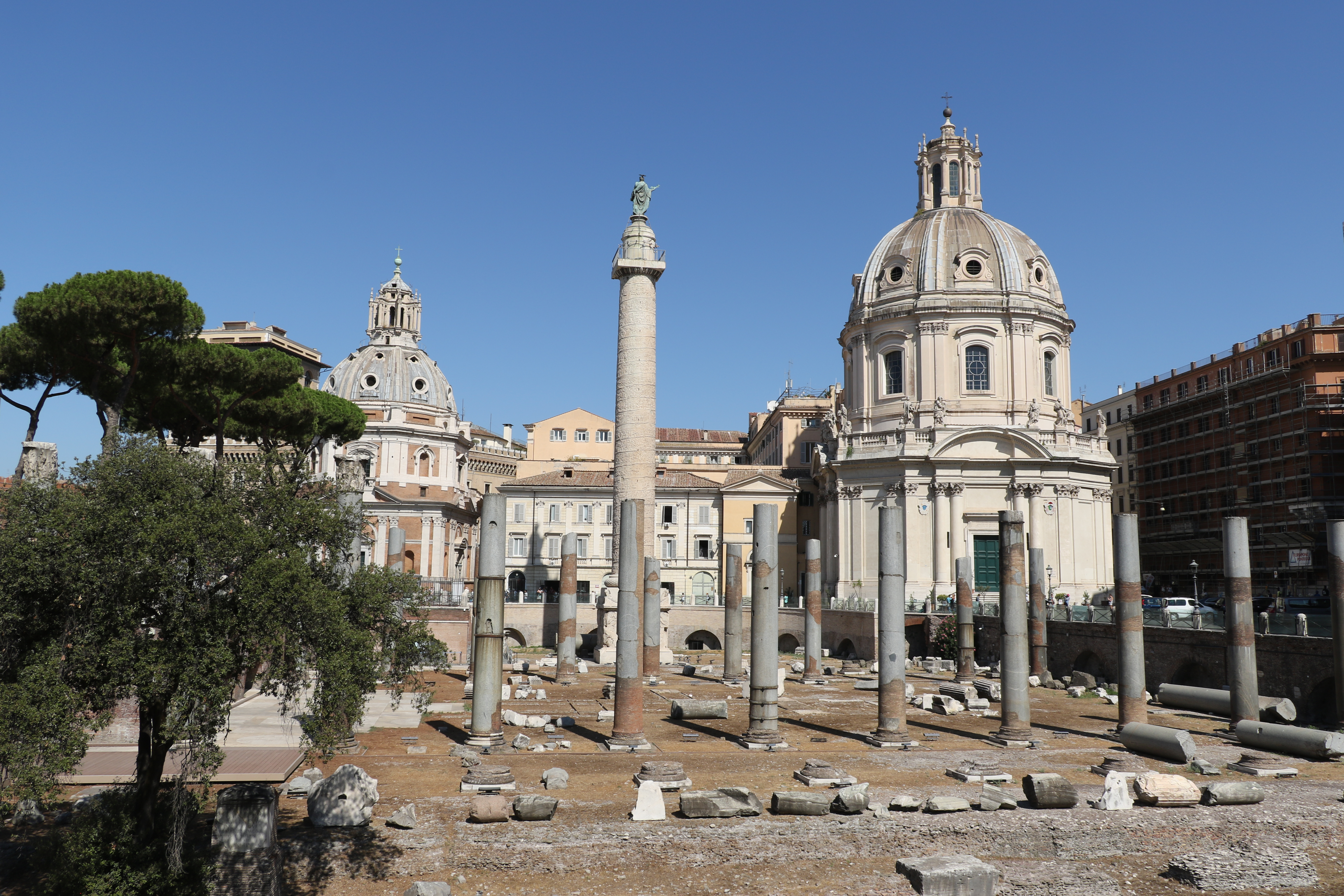
Restes de la Basílica Úlpia amb la Columna de Trajà al darrere; al fons, l'església barroca del Sagrat Nom de Maria